# Robert Brenner (Schriftsteller)
Robert Brenner (* 8. Januar 1931 in Salzburg) ist ein österreichischer Schriftsteller und Physiker.

## Leben
Brenners Dissertation behandelte ein Problem aus der Theorie der Elementarteilchen. Dann folgte ein volles Jahrzehnt metallphysikalischer Grundlagenforschung in der Elektroindustrie, deren Ergebnisse sich unter anderem in 20 wissenschaftlichen Veröffentlichungen und drei Patenten niederschlugen. Er interessierte sich schon zu dieser Zeit zunehmend für Zukunftsfragen, angeregt durch die stürmischen Fortschritte der Raumfahrt. In der Folgezeit trat das streng Wissenschaftliche in den Hintergrund und er wandte sich der Science-Fiction zu.
Sein erster Science-Fiction-Roman Signale vom Jupitermond erschien 1969, drei weitere folgten. 1972 erschienen vier Bände einer auf 10 Bände angelegten Romanreihe Menschen und Planeten, die restlichen sechs Bände sind aber wegen Auseinandersetzungen mit dem Verlag nicht erschienen.
Mitte der 1970er Jahre folgte So leben wir morgen, eine Abhandlung über Zukunftsvisionen. Brenner schildert seine Sicht auf das „Morgen“ mit den Mitteln und der Fantasie der 1970er Jahre. Beeinflusst von Star Trek, Raumschiff Orion und der Mondlandung spiegeln seine Bücher den Zeitgeist des im Jahre 1957 mit dem Start des Satelliten Sputnik 1 beginnenden Zeitalters der Raumfahrt wider.

## Werke
Romane
- Signale vom Jupitermond, Ehapa-Verlag, Stuttgart  1968, DNB 456186905
- Duell mit der Sonne, Boje Verlag, Stuttgart, 1970, DNB 456186883
- Der Mann vom Neptun, Boje Verlag, Stuttgart, 1970, DNB 456186891
- Unternehmen Aldebaran, Boje Verlag, Stuttgart, 1971, DNB 456186913
- Menschen und Planeten,  Hallwag, Bern/Stuttgart, 1972
  - Der schwarze Planet, ISBN 3-444-10110-4
  - Hopkins und sein Mond, ISBN 3-444-10111-2
  - Die Spur des Roboters, ISBN 3-444-10112-0
  - Es lebe Marsilia, ISBN 3-444-10113-9

Sachbuch
- Das grosse Hobby-Lexikon (3 Bde., 1967)
- Atom im Dienste der Menschheit, Ehapa-Verlag, Stuttgart  1969, DNB 456186875
- So leben wir morgen, Europäische Bildungsgemeinschaft, Stuttgart 1972, DNB 730459667
- Hoffnung Zukunft (1978)